# Har Gachar
Har Gachar (hebrejsky: הר גחר) je vrch o nadmořské výšce 237 metrů v severním Izraeli.
Leží na severovýchodním okraji vysočiny Ramat Menaše, nedaleko od okraje zemědělsky využívaného Jizre'elského údolí, cca 24 kilometrů jihovýchodně od centra Haify a cca 2 kilometry jižně od vesnice ha-Zorea. Má podobu výrazného návrší se zalesněnými svahy, které na jih a sever odtud přecházejí do rozsáhlého lesního komplexu. Na západní straně terén klesá do údolí vádí Nachal ha-Šofet s pramenem Ejn Miš'ol (עין משעול), na jehož protější straně se zvedá hora Giv'at Miš'ol. Na jižním úpatí hory protévá vádí Nachal Gachar. Na východě terén klesá do Jizre'elského údolí, na jehož okraji stojí pahorek Tel Zarik. Svahy kopce jsou turisticky využívané. Židovský národní fond zde zřídil i piknikový rekreační areál.